# Ctimene conjunctiva
Ctimene conjunctiva är en fjärilsart som beskrevs av W. Warren 1905. Ctimene conjunctiva ingår i släktet Ctimene och familjen mätare. Inga underarter finns listade i Catalogue of Life.